# Hanne Mestdagh
Pour les articles homonymes, voir Mestdagh.
Hanne Mestdagh, née le 19 avril 1993 à Ypres, est une joueuse belge de basket-ball évoluant au poste d'ailier. Elle est la fille de Philip Mestdagh et la sœur de Kim Mestdagh.

## Biographie

### Équipe nationale
En 2017, elle obtient la médaille de bronze au Championnat d'Europe avec l'équipe de Belgique. En 2018, elle participe à la Coupe du monde avec les Belges Cats qui terminent à la 4e place.

## Palmarès

### Équipe nationale
- Médaille de bronze au championnat d'Europe 2017 en République tchèque.
- Médaille de bronze au championnat d'Europe 2021 en France et Espagne